# Genoplesium tasmanicum
Genoplesium tasmanicum är en orkidéart som beskrevs av David Lloyd Jones. Genoplesium tasmanicum ingår i släktet Genoplesium och familjen orkidéer.
Artens utbredningsområde är Tasmanien. Inga underarter finns listade i Catalogue of Life.